# Donots/Diskografie
Diese Diskografie ist eine Übersicht über die musikalischen Werke der deutschen Alternative-Rock-Band Donots. Ihre erfolgreichste Veröffentlichung ist das zwölfte Studioalbum Heut ist ein guter Tag, das Platz eins der deutschen Albumcharts erreichte.

## Alben

### Studioalben
| Jahr | Titel Musiklabel                                  | Höchstplatzierung, Gesamtwochen, AuszeichnungChartplatzierungen (Jahr, Titel, Musiklabel, Platzierungen, Wochen, Auszeichnungen, Anmerkungen) | Höchstplatzierung, Gesamtwochen, AuszeichnungChartplatzierungen (Jahr, Titel, Musiklabel, Platzierungen, Wochen, Auszeichnungen, Anmerkungen) | Höchstplatzierung, Gesamtwochen, AuszeichnungChartplatzierungen (Jahr, Titel, Musiklabel, Platzierungen, Wochen, Auszeichnungen, Anmerkungen) | Anmerkungen                                                   |
| Jahr | Titel Musiklabel                                  | DE | AT | CH | Anmerkungen                                                   |
| ---- | ------------------------------------------------- | --- | --- | --- | ------------------------------------------------------------- |
| 1996 | Pedigree Punk School Bust                         | — | — | — | Erstveröffentlichung: Juni 1996 Verkäufe: 500 (limitierte-CD) |
| 1998 | Tonight’s Karaoke-Contest Winners Headshock       | — | — | — | Erstveröffentlichung: 1. Juni 1998                            |
| 1999 | Better Days Not Included Gun Records (BMG Ariola) | — | — | — | Erstveröffentlichung: 7. Juni 1999                            |
| 2001 | Pocketrock Gun Records (BMG Ariola)               | DE8 (8 Wo.)DE | — | — | Erstveröffentlichung: 8. Januar 2001                          |
| 2002 | Amplify the Good Times Gun Records (BMG Ariola)   | DE18 (7 Wo.)DE | AT45 (5 Wo.)AT | — | Erstveröffentlichung: 17. Juni 2002                           |
| 2004 | Got the Noise Gun Records (Sony BMG)              | DE17 (7 Wo.)DE | AT39 (4 Wo.)AT | — | Erstveröffentlichung: 21. Juni 2004                           |
| 2008 | Coma Chameleon Solitary Man Records (Indigo)      | DE41 (1 Wo.)DE | — | — | Erstveröffentlichung: 28. März 2008                           |
| 2010 | The Long Way Home Solitary Man Records (Indigo)   | DE24 (4 Wo.)DE | — | — | Erstveröffentlichung: 26. März 2010                           |
| 2012 | Wake the Dogs Vertigo Records (UMG)               | DE6 (4 Wo.)DE | AT32 (1 Wo.)AT | CH88 (1 Wo.)CH | Erstveröffentlichung: 27. April 2012                          |
| 2015 | Karacho Vertigo Records (UMG)                     | DE5 (5 Wo.)DE | AT40 (1 Wo.)AT | — | Erstveröffentlichung: 20. Februar 2015                        |
| 2018 | Lauter als Bomben Solitary Man Records (WMG)      | DE4 (4 Wo.)DE | AT21 (1 Wo.)AT | CH49 (1 Wo.)CH | Erstveröffentlichung: 12. Januar 2018                         |
| 2023 | Heut ist ein guter Tag Solitary Man Records (WMG) | DE1 (4 Wo.)DE | — | CH20 (1 Wo.)CH | Erstveröffentlichung: 3. Februar 2023                         |

### Livealben
| Jahr | Titel Musiklabel                               | Höchstplatzierung, Gesamtwochen, AuszeichnungChartplatzierungen (Jahr, Titel, Musiklabel, Platzierungen, Wochen, Auszeichnungen, Anmerkungen) | Höchstplatzierung, Gesamtwochen, AuszeichnungChartplatzierungen (Jahr, Titel, Musiklabel, Platzierungen, Wochen, Auszeichnungen, Anmerkungen) | Höchstplatzierung, Gesamtwochen, AuszeichnungChartplatzierungen (Jahr, Titel, Musiklabel, Platzierungen, Wochen, Auszeichnungen, Anmerkungen) | Anmerkungen                            |
| Jahr | Titel Musiklabel                               | DE | AT | CH | Anmerkungen                            |
| ---- | ---------------------------------------------- | --- | --- | --- | -------------------------------------- |
| 2020 | Birthday Slams Live Solitary Man Records (WMG) | DE6 (2 Wo.)DE | — | — | Erstveröffentlichung: 4. Dezember 2020 |

### Kompilationen
| Jahr | Titel Musiklabel                                             | Höchstplatzierung, Gesamtwochen, AuszeichnungChartplatzierungen (Jahr, Titel, Musiklabel, Platzierungen, Wochen, Auszeichnungen, Anmerkungen) | Höchstplatzierung, Gesamtwochen, AuszeichnungChartplatzierungen (Jahr, Titel, Musiklabel, Platzierungen, Wochen, Auszeichnungen, Anmerkungen) | Höchstplatzierung, Gesamtwochen, AuszeichnungChartplatzierungen (Jahr, Titel, Musiklabel, Platzierungen, Wochen, Auszeichnungen, Anmerkungen) | Anmerkungen                                                      |
| Jahr | Titel Musiklabel                                             | DE | AT | CH | Anmerkungen                                                      |
| ---- | ------------------------------------------------------------ | --- | --- | --- | ---------------------------------------------------------------- |
| 2006 | The Story So Far – Ibbtown Chronicles Gun Records (Sony BMG) | — | — | — | Erstveröffentlichung: 24. November 2006                          |
| 2019 | Silverhochzeit Solitary Man Records (WMG)                    | DE6 (3 Wo.)DE | — | — | Erstveröffentlichung: 12. Juli 2019 #1 der deutschen Vinylcharts |

### EPs
| Jahr | Titel Musiklabel                                     | Höchstplatzierung, Gesamtwochen, AuszeichnungChartplatzierungen (Jahr, Titel, Musiklabel, Platzierungen, Wochen, Auszeichnungen, Anmerkungen) | Höchstplatzierung, Gesamtwochen, AuszeichnungChartplatzierungen (Jahr, Titel, Musiklabel, Platzierungen, Wochen, Auszeichnungen, Anmerkungen) | Höchstplatzierung, Gesamtwochen, AuszeichnungChartplatzierungen (Jahr, Titel, Musiklabel, Platzierungen, Wochen, Auszeichnungen, Anmerkungen) | Anmerkungen                                                                        |
| Jahr | Titel Musiklabel                                     | DE | AT | CH | Anmerkungen                                                                        |
| ---- | ---------------------------------------------------- | --- | --- | --- | ---------------------------------------------------------------------------------- |
| 2002 | We’re Not Gonna Take It Gun Records (BMG Ariola)     | DE*DE | — | — | Erstveröffentlichung: 30. September 2002 * Verkäufe werden der Single hinzuaddiert |
| 2009 | To Hell with Love Solitary Man Records (UMG)         | — | — | — | Erstveröffentlichung: 15. September 2009                                           |
| 2010 | We Took the Long Way Home Solitary Man Records (UMG) | — | — | — | Erstveröffentlichung: 20. Oktober 2010                                             |
| 2012 | So Long Solitary Man Records (UMG)                   | — | — | — | Erstveröffentlichung: 19. Oktober 2012 Split-EP mit Frank Turner                   |
| 2018 | Piano Mortale Solitary Man Records (WMG)             | — | — | — | Erstveröffentlichung: 25. Mai 2018                                                 |

## Singles

### Als Leadmusiker
| Jahr | Titel Album                                        | Höchstplatzierung, Gesamtwochen, AuszeichnungChartplatzierungen (Jahr, Titel, Album, Platzierungen, Wochen, Auszeichnungen, Anmerkungen) | Höchstplatzierung, Gesamtwochen, AuszeichnungChartplatzierungen (Jahr, Titel, Album, Platzierungen, Wochen, Auszeichnungen, Anmerkungen) | Höchstplatzierung, Gesamtwochen, AuszeichnungChartplatzierungen (Jahr, Titel, Album, Platzierungen, Wochen, Auszeichnungen, Anmerkungen) | Anmerkungen                                                                                    |
| Jahr | Titel Album                                        | DE | AT | CH | Anmerkungen                                                                                    |
| ---- | -------------------------------------------------- | --- | --- | --- | ---------------------------------------------------------------------------------------------- |
| 1999 | Outshine the World Better Days Not Included        | — | — | — | Erstveröffentlichung: 1. März 1999                                                             |
| 2000 | Whatever Happened to the 80s Pocket Rock           | DE67 (4 Wo.)DE | — | — | Erstveröffentlichung: 25. September 2000                                                       |
| 2001 | Room with a View (Give Me Shelter) Pocket Rock     | DE93 (2 Wo.)DE | — | — | Erstveröffentlichung: 17. September 2001                                                       |
| 2001 | Today Pocket Rock                                  | — | — | — | Erstveröffentlichung: 25. Dezember 2001                                                        |
| 2002 | Saccharine Smile Amplify the Good Times            | DE77 (1 Wo.)DE | — | — | Erstveröffentlichung: 21. Mai 2002                                                             |
| 2002 | Big Mouth Amplify the Good Times                   | — | — | — | Erstveröffentlichung: 15. Juli 2002                                                            |
| 2002 | We’re Not Gonna Take It We’re Not Gonna Take It EP | DE33 (11 Wo.)DE | — | — | Erstveröffentlichung: 30. September 2002 Original: Twisted Sister                              |
| 2004 | We Got the Noise Got the Noise                     | DE33 (5 Wo.)DE | — | — | Erstveröffentlichung: 1. Juni 2004                                                             |
| 2004 | Good-Bye Routine Got the Noise                     | DE92 (1 Wo.)DE | — | — | Erstveröffentlichung: 13. September 2004                                                       |
| 2008 | Stop the Clocks Coma Chameleon                     | DE50 (9 Wo.)DE | — | — | Erstveröffentlichung: 13. Juni 2008                                                            |
| 2010 | Calling The Long Way Home                          | DE75 (3 Wo.)DE | — | — | Erstveröffentlichung: 12. März 2010                                                            |
| 2010 | Forever Ends Today The Long Way Home               | — | — | — | Erstveröffentlichung: 28. Mai 2010                                                             |
| 2012 | Come Away with Me Wake the Dogs                    | DE67 (3 Wo.)DE | — | — | Erstveröffentlichung: 20. April 2012                                                           |
| 2012 | You’re So Yesterday Wake the Dogs                  | — | — | — | Erstveröffentlichung: 27. Juli 2012                                                            |
| 2012 | So Long Wake the Dogs                              | — | — | — | Erstveröffentlichung: 19. Oktober 2012                                                         |
| 2014 | Hier also weg Karacho                              | — | — | — | Erstveröffentlichung: April 2014                                                               |
| 2014 | Das neue bleibt beim Alten Silverhochzeit          | — | — | — | Erstveröffentlichung: 16. April 2014 Verkäufe: 500 (limitierte-CD)                             |
| 2017 | Rauschen (auf jeder Frequenz) Lauter als Bomben    | — | — | — | Erstveröffentlichung: 20. September 2017                                                       |
| 2017 | Whatever Forever Lauter als Bomben                 | — | — | — | Erstveröffentlichung: 30. Oktober 2017                                                         |
| 2017 | Eine letzte letzte Runde Lauter als Bomben         | — | — | — | Erstveröffentlichung: 17. November 2017                                                        |
| 2019 | Scheißegal Silverhochzeit                          | — | — | — | Erstveröffentlichung: 16. April 2019                                                           |
| 2019 | Versagt, getan –                                   | — | — | — | Erstveröffentlichung: 18. Oktober 2019                                                         |
| 2019 | Willkommen Zuhaus –                                | DE33 (1 Wo.)DE | — | — | Erstveröffentlichung: 22. November 2019                                                        |
| 2020 | Merry Christmas (I Don’t Want to Fight Tonight) –  | — | — | — | Erstveröffentlichung: 11. Dezember 2020 feat. Cecilia Boström & C. J. Ramone Original: Ramones |
| 2022 | Augen sehen / Hey Ralph Heut ist ein guter Tag     | — | — | — | Erstveröffentlichung: 21. Oktober 2022                                                         |
| 2022 | Auf sie mit Gebrüll Heut ist ein guter Tag         | — | — | — | Erstveröffentlichung: 25. November 2022                                                        |
| 2023 | Hunde los Heut ist ein guter Tag                   | — | — | — | Erstveröffentlichung: 20. Januar 2023                                                          |
| 2023 | Traurige Roboter Heut ist ein guter Tag            | — | — | — | Erstveröffentlichung: 30. Juni 2023                                                            |
| 2024 | Preußen –                                          | — | — | — | Erstveröffentlichung: 9. August 2024 mit Maverick & Ms4l                                       |
| 2024 | Keinen Schritt zurück –                            | — | — | — | Erstveröffentlichung: 27. September 2024 mit Heaven Shall Burn                                 |
| 2025 | Allein zu allein –                                 | — | — | — | Erstveröffentlichung: 4. März 2025                                                             |

### Als Gastmusiker
| Jahr | Titel Album                                       | Höchstplatzierung, Gesamtwochen, AuszeichnungChartplatzierungen (Jahr, Titel, Album, Platzierungen, Wochen, Auszeichnungen, Anmerkungen) | Höchstplatzierung, Gesamtwochen, AuszeichnungChartplatzierungen (Jahr, Titel, Album, Platzierungen, Wochen, Auszeichnungen, Anmerkungen) | Höchstplatzierung, Gesamtwochen, AuszeichnungChartplatzierungen (Jahr, Titel, Album, Platzierungen, Wochen, Auszeichnungen, Anmerkungen) | Anmerkungen                                                                                         |
| Jahr | Titel Album                                       | DE | AT | CH | Anmerkungen                                                                                         |
| ---- | ------------------------------------------------- | --- | --- | --- | --------------------------------------------------------------------------------------------------- |
| 2013 | Toast to Freedom –                                | — | — | — | Erstveröffentlichung: 8. Februar 2013 Anti-Flag feat. Donots & Members of Beatsteaks + Billy Talent |
| 2014 | Do They Know It’s Christmas? (Deutsche Version) – | DE1 (5 Wo.)DE | AT10 (3 Wo.)AT | CH21 (2 Wo.)CH | Erstveröffentlichung: 21. November 2014 mit Band Aid 30 Germany; Original: Band Aid                 |

## Videoalben und Musikvideos

### Videoalben
| Jahr | Titel Musiklabel                                 | Anmerkungen                           |
| ---- | ------------------------------------------------ | ------------------------------------- |
| 2005 | Ten Years of Noise Gun Records (Sony BMG)        | Erstveröffentlichung: 31. Januar 2005 |
| 2010 | To Hell with Live! Solitary Man Records (Indigo) | Erstveröffentlichung: 19. März 2010   |
| 2013 | Wake the States Solitary Man Records (Indigo)    | Erstveröffentlichung: 1. Oktober 2013 |

### Musikvideos
| Jahr | Titel                                           | Regisseur(e)                    |
| ---- | ----------------------------------------------- | ------------------------------- |
| 1999 | Outshine the World                              |                                 |
| 2000 | Whatever Happend to the 80s                     |                                 |
| 2001 | Superhero                                       |                                 |
| 2001 | Room with a View (Give Me Shelter …)            |                                 |
| 2001 | Today                                           |                                 |
| 2002 | Saccharine Smile                                |                                 |
| 2002 | Big Mouth                                       |                                 |
| 2002 | We’re Not Gonna Take It                         |                                 |
| 2004 | We Got the Noise                                | Norbert Heitker                 |
| 2004 | Good-Bye Routine                                | Volker Hannwacker               |
| 2008 | Pick Up the Pieces                              |                                 |
| 2008 | Break My Stride                                 |                                 |
| 2008 | Stop the Clocks                                 |                                 |
| 2008 | New Hope for the Dead                           |                                 |
| 2008 | The Right Kind of Wrong                         |                                 |
| 2010 | Calling                                         |                                 |
| 2010 | Forever Ends Today                              |                                 |
| 2010 | Let It Go                                       |                                 |
| 2010 | Dead Man Walking                                |                                 |
| 2012 | Wake the Dogs                                   |                                 |
| 2012 | Come Away with Me                               |                                 |
| 2012 | You’re So Yesterday                             |                                 |
| 2012 | So Long                                         |                                 |
| 2013 | Toast to Freedom                                | Dominik Balkow                  |
| 2014 | Das Neue bleibt beim Alten                      |                                 |
| 2014 | Do They Know It’s Christmas? (Deutsche Version) | Paul Ripke                      |
| 2015 | Ich mach nicht mehr mit                         | Uwe Flade                       |
| 2015 | Dann ohne mich                                  |                                 |
| 2015 | Problem kein Problem                            |                                 |
| 2015 | Hansaring, 2:10 Uhr                             | Michel Lohmann                  |
| 2016 | Hier also weg                                   |                                 |
| 2017 | Keiner kommt hier lebend raus                   |                                 |
| 2017 | Rauschen (auf jeder Frequenz)                   |                                 |
| 2017 | Whatever Forever                                |                                 |
| 2017 | Eine letzte letzte Runde                        |                                 |
| 2018 | Gegenwindsurfen                                 |                                 |
| 2018 | Alle Zeit der Welt                              | Ingo Schmoll                    |
| 2018 | Piano Mortale                                   |                                 |
| 2019 | Scheißegal                                      |                                 |
| 2019 | Willkommen zuhaus                               |                                 |
| 2022 | Augen sehen / Hey Ralph                         | Dennis Dirksen, Donots          |
| 2022 | Auf sie mit Gebrüll                             | Ingo Schmoll                    |
| 2023 | Hunde los                                       | Leo Drenker                     |
| 2023 | Längst noch nicht vorbei                        | Lars Zimmermann                 |
| 2023 | Apokalypse Stehplatz Innenraum                  | Dennis Dirksen                  |
| 2023 | Traurige Roboter (80s Remix)                    | Lars Zimmermann                 |
| 2023 | 9 Leben                                         | Dennis Dirksen                  |
| 2024 | Keinen Schritt zurück                           | Alexander Dietz, Philipp Hirsch |
| 2025 | Allein zu allein                                | Danny Kötter                    |

## Sonderveröffentlichungen

### Alben
| Jahr | Titel Musiklabel                         | Anmerkungen                |
| ---- | ---------------------------------------- | -------------------------- |
| 1995 | Mellow D’s and Harm on E’s Eigenvertrieb | Erstveröffentlichung: 1995 |

| Jahr | Titel Musiklabel                   | Anmerkungen                                                |
| ---- | ---------------------------------- | ---------------------------------------------------------- |
| 2000 | Donots vs. Midtown Bushido Records | Erstveröffentlichung: 2000 limitierte Split-EP mit Midtown |

### Lieder
| Jahr | Titel Album                                | Anmerkungen                                                        |
| ---- | ------------------------------------------ | ------------------------------------------------------------------ |
| 2002 | Bad to the Bone (Live) Live                | Erstveröffentlichung: 18. November 2002 Rock ’n’ Rolf feat. Donots |
| 2006 | We Are the Kids From Protest to Resistance | Erstveröffentlichung: 22. März 2006 ZSK feat. Donots & Waterdown   |

| Jahr | Titel Album                                 | Anmerkungen                                                        |
| ---- | ------------------------------------------- | ------------------------------------------------------------------ |
| 2013 | Invincible The Songs of Tony Sly: A Tribute | Erstveröffentlichung: 29. Oktober 2013 Original: No Use for a Name |
| 2020 | Lied vom Wecken Giraffenaffen 6             | Erstveröffentlichung: 3. Juli 2020 Original: Fredrik Vahle         |

| Jahr | Titel Soundtrack zu        | Anmerkungen                            |
| ---- | -------------------------- | -------------------------------------- |
| 2001 | I Quit Engel & Joe         | Erstveröffentlichung: 22. Oktober 2001 |
| 2014 | Stop the Clocks Männerhort | Erstveröffentlichung: 16. Oktober 2014 |

### Videoalben
| Jahr | Titel Musiklabel                                          | Anmerkungen |
| ---- | --------------------------------------------------------- | --- |
| 2002 | We’re Not Gonna Take It (Bonus-DVD) Supersonic (BMG)      | Erstveröffentlichung: 30. September 2002 CD + DVD; Verkäufe werden der Single hinzuaddiert                         |
| 2004 | Got the Noise (Limited Edition) Supersonic (BMG)          | Erstveröffentlichung: 21. Juni 2004 CD + DVD; Verkäufe werden dem Studioalbum hinzuaddiert                         |
| 2012 | Wake the Dogs (Deluxe Edition) Vertigo Records (UMG)      | Erstveröffentlichung: 27. April 2012 CD + DVD; Verkäufe werden dem Studioalbum hinzuaddiert                        |
| 2018 | Das (ungefähr) 1000ste Konzert Solitary Man Records (WMG) | Erstveröffentlichung: 12. Januar 2018 Bonus-DVD zu Lauter als Bomben; Verkäufe werden dem Studioalbum hinzuaddiert |

## Promoveröffentlichungen
| Jahr | Titel Album                                 | Anmerkungen                |
| ---- | ------------------------------------------- | -------------------------- |
| 2000 | Superhero Pocket Rock                       | Erstveröffentlichung: 2000 |
| 2008 | Break My Stride Coma Chameleon              | Erstveröffentlichung: 2008 |
| 2008 | The Right Kind of Wrong Coma Chameleon      | Erstveröffentlichung: 2008 |
| 2010 | Let It Go The Long Way Home                 | Erstveröffentlichung: 2010 |
| 2012 | Wake the Dogs                               | Erstveröffentlichung: 2012 |
| 2015 | Das Ende der Welt ist längst vorbei Karacho | Erstveröffentlichung: 2015 |

| Jahr | Titel Album                                                                   | Anmerkungen |
| ---- | ----------------------------------------------------------------------------- | --- |
| 2011 | Stepson* / My Voices –                                                        | Erstveröffentlichung: 16. April 2011; nur am RSD vertrieben Donots / Itchy Poopzkid; Verkäufe: 500 (limitiert); * Original: Samiam |
| 2017 | Keiner kommt hier lebend raus / Wir werden alle sterben Lauter als Bomben / – | Erstveröffentlichung: 28. August 2017 Donots / Adam Angst; Verkäufe: 500 (limitierte-CD)                                           |

## Hörbücher
| Jahr | Titel Musiklabel                                                                        | Anmerkungen                          |
| ---- | --------------------------------------------------------------------------------------- | ------------------------------------ |
| 2021 | Die Geschichte der Donots – Heute Pläne, morgen Konfetti Grand Hotel van Cleef (Indigo) | Erstveröffentlichung: 30. April 2021 |

## Statistik

### Chartauswertung
|                     | DE     | AT    | CH    |
| ------------------- | ------ | ----- | ----- |
| Nummer-eins-Alben   | DE1DE  | AT—AT | CH—CH |
| Top-10-Alben        | DE7DE  | AT—AT | CH—CH |
| Alben in den Charts | DE12DE | AT5AT | CH3CH |

|                       | DE     | AT    | CH    |
| --------------------- | ------ | ----- | ----- |
| Nummer-eins-Singles   | DE1DE  | AT—AT | CH—CH |
| Top-10-Singles        | DE1DE  | AT—AT | CH—CH |
| Singles in den Charts | DE11DE | AT—AT | CH—CH |